# Yến cằm trắng
Yến cằm trắng, tên khoa học Cypseloides cryptus, là một loài chim trong họ Apodidae.